# ヴァージン・クイーン
『ヴァージン・クイーン』（The Virgin Queen）は、1955年のアメリカ合衆国の歴史映画である。ヘンリー・コスターが監督、ベティ・デイヴィスが1939年の映画『女王エリザベス』から16年ぶりにエリザベス1世を演じた。日本では劇場未公開であったが、2007年にDVDが発売されている。

## キャスト
- エリザベス1世：ベティ・デイヴィス
- ウォルター・ローリー：リチャード・トッド
- エリザベス・スロックモートン：ジョーン・コリンズ
- ロバート・ダドリー：ハーバート・マーシャル

## スタッフ
- 製作：チャールズ・ブラケット
- 監督：ヘンリー・コスター
- 脚本：ハリー・ブラウン
- 音楽：フランツ・ワックスマン
- 撮影：チャールズ・G・クラーク
- 編集：ロバート・L・シンプソン
- 美術：ライル・R・ウィーラー、リーランド・フラー
- 衣裳：チャールズ・ルメイアー、メアリー・ウィルズ

## アカデミー賞候補
- 衣裳デザイン賞：チャールズ・ルメイアー（『慕情』で受賞）、メアリー・ウィルズ